# إنشاد ديني
الإنشاد الديني هو الفن الغنائي الذي يتناول موضوعات 
بدأ الإنشاد الديني في زمن النبيّ محمّد صلى الله عليه وسلم، حيث كان النبي محمد قد مرّ بنسوةٍ كُن يمدحنه ويقلن: نحنُ نسوةٌ من بني النجار يا حبّذا محمّدٌ من جارِ، واستمر أمر الإنشاد والمدح النبوي إلى يومنا هذا، حيث نجد الكثير من أحباب الله ورسوله ينشدون ويمتدحون النبيّ، ويشتمل الإنشاد الديني على ذكر الله والتهليل والتسبيح.

## نشأته
وللإنشاد الديني قصة تؤكدها كتب التراث بأن بدايته كانت مع بداية الاذان حيث كان بلال المؤذن يجود فيها كل يوم خمس مرات، ويرتلها ترتيلاً حسنًا بصوت جميل جذَّاب، ومن هنا جاءت فكرة الأصوات الندية في التغني بالأشعار الإسلامية، ثم تطور الأمر على أيدي المؤذنين في الشام ومصر والعراق وغيرها من البلدان، وأصبح له قوالب متعددة وطرائق شتى.
وتؤكد كتب التراث الإسلامي أن بداية الإنشاد الديني كان على أيدي مجموعة من الصحابة(ر) في عهد الرسول (صلى الله عليه وسلم)، ثم مجموعة من التابعين. وكانت قصائد حسان بن ثابت، شاعر الرسول (صلى الله عليه وسلم)، هي الأساس للمنشدين. ثم تغنَّوا بقصائد أخرى لغيره من الشعراء الذين كتبوا في موضوعات متنوعة منها: الدعوة إلى عبادة الله الواحد، التمسك بالقيم الإسلامية وأداء الفرائض من صلاة، وزكاة، وحج إلى غير ذلك.

### عهد الأموييين
في عهد الأمويون أصبح الإنشاد فنًّا له أصوله، وضوابطه، وقوالبه، وإيقاعاته. واشتهر ايام الدولة الأموية الكثير من المنشدين وكان أكثر المشتغلين بفن الإنشاد الديني وتلحين القصائد الدينية، إبراهيم بن المهدي وأخته عَليَّة، وأبو عيسى صالح، وعبد الله بن موسى الهادي، والمعتز وابنه عبد الله، وعبد الله بن محمد الأمين، وأبو عيسى بن المتوكل، وعبد الملك بن مروان، وغيرهم. كان عبد الملك بن مروان في دمشق يشجع الموسيقيين ورجال الفن. وكذلك كان الخليفة الواثق الذي كان يغني له إسحاق وإبراهيم الموصلي، وهما من أشهر الموسيقيين في العصر الأموي وعبد الرحمن بن الحكم الذي ذاع في عهده صيت الفتى «رزياب» وهو تلميذ إسحق الموصلي، وغيرهم كثيرون ممن اشتهروا بغناء وتلحين القصائد الدينية والاناشيد واشتهر المنشدين بشكل مميز في حلب على وجه الخصوص، ومقدمة كتاب «مؤتمر الموسيقى العربية» للدكتور محمود أحمد الحفني.

### عهد الفاطميين
في عهد الفاطميين تطور فن الإنشاد الديني لاهتمام الدولة بالاحتفالات المحتمعية. فهم أول من أقاموا الاحتفال برأس السنة الهجرية، وبليلة المولد النبوي الشريف، وليلة أول رجب، وليلة الإسراء والمعراج، وليلة أول شعبان ونصفه، وغرة رمضان، ويوم الفطر، ويوم النحر، وهم الذين قاموا بالاحتفال بمولد أمير المؤمنين علي بن أبى طالب، ومولد ولديه الحسن والحسين والسيدة زينب، ويوم النيروز (شم النسيم) ويوم الغطاس وخميس العهد مشاركة للنصارى في شعورهم الديني. وكانت الأناشيد الدينية عصب هذه الاحتفالات مما دفع المنشدين لتطويرها بشكل غير مسبوق

### الدراويش
بدأت تظهر طوائف المتصوفة والدراويش وأصبح لكل فئة منشدوها وحواريوها، فقد ابتدع الدراويش لأنفسهم طريقة جديدة في التعبير وفي التقرب إلى الله، وهي مجالس الأذكار التي راح العامة من الناس يجتمعون لها، يرقصون ويطربون ويأكلون، وقد أدرك الدراويش أهمية الجانب الوجداني فأكدوا على مبدأ التأثير بالموسيقى، وادخلوها ضمن شعائرهم وكانت فلسفتهم أن صنيعهم هذا أدّى إلى إقبال الجماهير عليهم وجمع الناس حولهم. وكان الدراويش اتباع جلال الدين الرومي من أشهر المنشدين إلى يومنا هذا.

### اللطميات
ومن أشهر الإنشاد الديني عند الشيعة العرب هي اللطميات والتي بدأت بصورة القصيدة الفصيحة الكاملة، ومن ثم استخدم بعض الشعراء أوزان الموشحات، واستخدموا اللهجات الدارجة العراقية والبحرانية. حتى وصلتْ ليومنا هذا في القرن الواحد والعشرين لطريقة خاصة ومعجم منفرد وأوزان متنوعة مشتقة من بحور الشعر العربي الستة عشر أو مبتكرة من ناظميها، يطلق عليها روادها اصطلاحاً بالقصائد العزائية أو الأدب العزائي، ويتداولها الناس بأسماء شعبية عرفية:
1. اللطمية (وهذا الاسم أكثر شياعاً في العراق والكويت).
2. العزاء أو الشيلة (وهذان الاسمان أكثر شياعاً في البحرين والمنطقة الشرقية).

### العصر الحديث
وفي بدايات القرن العشرون أصبح للإنشاد الديني أهمية كبرى، حيث تصدى لهذا اللون من الغناء كبار المشايخ والمنشدين الذين كانوا يحيون الليالي الرمضانية، والمناسبات الدينية، محبي هذا الفن حوله. وتطورت قوالب هذا الفن فأصبحت له أشكال متعددة وأسماء كثيرة تمجِّد الدين الحنيف، وتدعو لوحدة المسلمين، وتشجب الرذيلة، وتدعو إلى الفضيلة، وتمدح رسول الله (صلى الله عليه وسلم)
وقد تأثر الإنشاد الحديث بالفضائيات المرئية والفيديو كليب وظهور قنوات متخصصة للإنشاد فانتج اناشيد وفرق انشادية المحدثة والمتحررة. فقد أصبح الإنشاد قريب الشبه بالغناء المتعارف عليه بعد أن فتح ذراعيه ليضم أطيافا مختلفة ومتنوعة من القوالب، وسمح بدخول العديد من الجنسيات والمرجعيات والأهداف المتباينة، خصوصا مع تزايد جماهيرية الغناء الديني على مستوى العالم الإسلامي.
وفي بدايات القرن العشرون أصبح للإنشاد الديني أهمية كبرى، حيث تصدى لهذا اللون من الغناء كبار المشايخ والمنشدين الذين كانوا يحيون الليالي الرمضانية، والمناسبات الدينية، محبي هذا الفن حوله. وتطورت قوالب هذا الفن فأصبحت له أشكال متعددة وأسماء كثيرة تمجِّد الدين الحنيف، وتدعو لوحدة المسلمين، وتشجب الرذيلة، وتدعو إلى الفضيلة، وتمدح رسول الله وآل البيت.
فأصبح الإنشاد الديني ينافس قنوات الأغاني وهناك فرق للإنشاد الديني، وهناك العديد من المنشدين استطاعوا ان يحفروا أسماءهم في سماء الفن أمثال الشيخ مشاري العفاسي، وأبي الجود وابي راتب وإبراهيم السعيد وأحمد الهاجري وعادل الكندري وأبو عبد الملك وأبو علي ومحمد الحسيان وسمير البشيري ويحيى حوى ومحمد العزاوي ومصطفى العزاوي وأسامة الصافي وأيمن الحلاق وأيمن رمضان وعبد الفتاح عوينات وعماد رامي وغيرهم كثيـــر، كما أن أصبحت كليبات الإنشاد الديني تستحوذ على أكبر نسبة مشاهدة من الوطن العربي.
إن في هذا العصر الحديث تم تصنيف طبقات الصوت، وأصبح كلاً من المنشد والشاعر ملم بتلك الطبقات الصوتية، مما عاد على النشيد أثناء إلقائه بالفائدة وجذب المهتمين لذلك الفن الرآقي.

## «أشكاله»
وكان يتخلل الإنشاد الديني كثير من الحوارات الغنائية بين «المنشد الأصلي» وبين مجموعة المنشدين من خلفه، وكان المنشد يتوسط الحلقة، ويلتف من حوله مجموعة «السنيدة» بعد ذلك. وكان المنشد يختار مقطعًا من القصيدة أو جملة يجعلها محورًا تدور حولها كل الردود من «السنيدة»، فيرددونها وراءه ثم يعودون إليها بعد المنشد. وكانت الوصلة الأولى يختار لها الشيخ المنشد مقامًا موسيقيًّا معينًا مثل «الراست» مثلاً أو البياتي، أو الحجاز، وغيرها، ثم يبدأ المنشد الوصلة بإبراز مواهبه في الأداء، وبراعته في التنقل بين المقام الأصلي ومشتقاته، وقدرته على إبراز الحليات والزخارف اللحنية، ثم يقوم المنشدون بعد ذلك بترديد المقطع أو الجملة المحورية التي بدأ بها القصيدة.
ثم تأتي الوصلة الثانية فيختار لها مقامًا موسيقيًّا آخر حتى ينوع في المقامات، وحتى لا يمل السامعون ويفعل ما فعله في الوصلة الأولى.
وكان الإنشاد الديني في هذه الفترة يُغنَّى بدون مصاحبة آلية اللهم إلا في استخدام نقر المسبحة على كوب من الماء ليحدث رنينًا جذابًا. ثم تطور بعد فترة وجيزة ليصبح فنًّا له أصوله وأشكاله، فبداء يعتمد على الجمل اللحنية المبتكرة، وكذلك استخدام «اللزمات الموسيقية» والإيقاعات التي تناسب روح القصيدة. فتكونت الفرق الموسيقية المصاحبة «للمنشد»، وكانت تسمى آنذاك «بالتخت» أو بالخماسي الموسيقي والذي يعتمد العود والقانون والناي والكمان والإيقاع. وكان المنشد يتوسط المنصة وحوله بشكل دائري الموسيقيين وخلفهم المنشدين.
انتقل الإنشاد من الارتجال والتطريب إلى التعبير والتأثير، فضلاً عن استحداث جمل تسمى «اللزمات» وإيقاعات متنوعة وجمل حوارية بين الآلات بعضها وبعض وبين المنشدين، وتكوَّنت فرق خاصة بأداء هذا اللون تسمى «فرق الموسيقى العربية» التي تتناول التراث الموسيقي والغنائي بأشكال وقوالب جديدة.
واستُحْدِث بعد ذلك لون هو وليد تجربة القصائد والأناشيد هو الدعاء الديني، وكان الدعاء الديني يُغنَّى بالفصحى أو بالعامية، ولا يزيد عن خمس دقائق ليكون جرعة روحية مكثفة ذات موضوع واحد.
حتى ظهر لون جديد يسمى بالغناء الديني الشعبي وهو فن يعتمد على دراما القصة في شكل غنائي يشبه الملحمة يحكي فيها المنشد قصص الأبطال التاريخيين أو يمدح رسول اللهﷺ ويروي سيرته. ومن أبرز من أدى هذا اللون الدرامي من المشايخ الشيخ محمد عبد الهادي وكذا الشيخ عبد الرحيم دويدار، والشيخة هنيَّات شعبان، الشيخة سعيدة عبد الرحيم.

## أشهر المنشدين
برز العديد من المنشدين في القرن العشرين ففي مصر برز الشيخ طه الفشني والشيخ النقشبندي وحاليا الشيخ أحمد عبد الفتاح الأطروني موسيقار الإنشاد الديني وغيرهم.
أما في سوريا فيعتبر المنشد الراحل توفيق المنجد أهم من ظهر في هذا المجال وهو من منشدي دمشق، مع وجود أسماء كبيرة مثل المنشد فؤاد الخنطوماني والمنشد صبري مدلل في حلب وكذلك المنشد منذر السرميني أبو الجود والمنشد محمد أبو راتب وغيرهم.
ومن الأسماء الأخرى في دمشق برز في السبعينات اسم المنشد حمزة شكور الذي انضمت فرقته إلى رابطة المنشدين بدمشق التي أسسها توفيق المنجد.والمنشد موفق أحمد أبو شعر الحسيني الذي كان يعود نسبه للحبيب المصطفى وجاء من بعده أبنائه الستة الذين يعرفون بفرقة الإخوة أبو شعر رابطة أبي أيوب الأنصاري
ومن العراق الشيخ حمزه الزغير وياسين الرميثي وعبد الرضا الرادود وجاسم الطويرجاوي ومهدي الأموي وعزيز الكلكاوي وباسم الكربلائي وجليل الكربلائي وأبو بشير النجفي وغيرهم المئات من العراقيين والعرب بل وحتى في العالم الإسلامي.

## مواقع الإنشاد
https://web.archive.org/web/20160824161513/http://www.atyaaf.sa/ صحيفة أطياف الإلكترونية للإعلام الهادف
http://elatrony.blogspot.com/
http://www.inshad.com
http://www.bsmlh.net
http://www.anashed.net
http://www.toyoraljanah.com
https://web.archive.org/web/20130121101813/http://alafasy.me/index.html
https://web.archive.org/web/20170524230609/http://www.mostafaaljaafary.com/
http://www.aboljoud.com
http://www.bukhatir.org
سامي يوسف
https://web.archive.org/web/20110923092731/http://yahyahawwa.com/
إذاعة أويامال